# Hajdu László (politikus)
Hajdu László (Vésztő, 1947. augusztus 23. –) magyar gazdasági politikus, országgyűlési képviselő, volt polgármester. 

## Magánélete
Nős, két leánygyermek édesapja, Katalin és Mónika.

## Politikai pályafutása
1996-tól 2010-ig volt Budapest XV. kerülete polgármestere. A 2010-es magyarországi önkormányzati választásokon a helyi Rászorultakat Támogató Egyesület (RÁTE) jelöltjeként indult, ahol 8404 szavazattal (30,83%) alulmaradt a Fideszes László Tamással (12 295 szavazat, 45,05%) szemben, de listán bejutott a képviselő-testületbe. Ekkor adott nyilatkozatában visszavonulásról beszélt, mint említette: politikai ellenfélként többet senkinek sem kell számolnia velem.
László Tamás a 2014-es magyarországi országgyűlési választáson egyéni képviselőként került a parlamentbe, ezért polgármesteri tisztséget nem tölthetett be. A 2014-es magyarországi önkormányzati választáson Hajdut – aki ekkor már a DK támogatásával indult – 43.89 százalékos eredményével ismét a kerület polgármesterévé választották. 2018-as magyarországi országgyűlési választáson a budapesti 12. sz. országgyűlési egyéni választókerületben Hajdu már az országgyűlési képviselőségért indulva 23 212 szavazattal, 42,25 százalékos támogatottsággal utasította maga mögé László Tamást (Fidesz, 20 622 37,54%), így parlamenti képviselőként folytatta munkáját. Az összeférhetetlenség miatt az új polgármester (Németh Angéla) a 2018. szeptember 30-ára kiírt időközi választáson szerzett mandátumot. A 2022-es országgyűlési választásokon már nem indult az országgyűlési képviselőségért, helyét Barkóczi Balázs vette át. 

## Díjai, elismerése
- Okány községért díj – 2003[5]
- Radnóti Miklós antirasszista díj – 2016[6]
- Budapest díszpolgára – 2022[7]